# 집단 따돌림
집단 따돌림(bullying, 문화어: 모서리주기) 또는 집단 괴롭힘은 집단에서 복수의 사람들이 한 명 또는 소수의 사람들을 대상으로 의도와 적극성을 가지고, 지속적이면서도 반복적으로 관계에서 소외시키거나 괴롭히는 현상을 말한다. 따돌리는 일 혹은 따돌림을 당하는 사람을 왕따라고 한다. 따돌림의 피해자들은 폭력이나 학대를 당한 사람들과 마찬가지로 비정상적인 정신 상태를 가질 수 있으며 특히 좋지 않은 가족을 가진 경우에 더욱 그렇다.

## 분류

### 학교
한국 청소년 개발원에서는 학교에서 다수의 학생들이 특정 학생을 대상으로 2주 이상의 기간에 걸쳐 심리적·언어적·신체적 폭력, 금품 갈취 등을 행하는 것을 집단 따돌림으로 정의한다. 이러한 집단 따돌림은 소위 왕따라고 불리는 특정 학생이 주변의 힘센 다수의 학생에게 일방적으로 상해를 당하는 병적 현상을 말한다. 특정 집단 내에 존재하는 기준에서 벗어나는 언행을 하는 구성원을 벌주기 위한 의도적 행동, 특정인을 따돌리는 행동을 주도하는 구성원들의 압력에 동조하여 같이 괴롭히는 행동 등이 집단 따돌림의 행태이다. 흔히 왕따, 줄여서 '따', '따를 당하다'라고도 불린다. 학교 조직뿐 아니라 다른 사회 조직에서도 일어나는 현상이다. 왕따라는 단어는 1997년 탄생하여 언론에 소개되었다.
피해자는 심리적으로 괴로움을 당하고 육체적으로도 피해를 입으며 극단적인 경우에는 자살에 이르거나 묻지마 범죄의 원인이 되기도 한다.
대한민국의 경우 2003년의 청소년보호위원회에서 조사한 바에 따르면 초등학생의 10.7퍼센트, 중학생의 5.6퍼센트 그리고 고등학교의 3.3%의 학생들이 집단 따돌림을 경험하였다고 한다.

### 직장
한국EAP(근로자 지원 프로그램)협회에 따르면 직장 왕따의 대표적인 증상으로 꼽히는 개인의 정서·성격, 조직 내 갈등, 직무 스트레스 문제의 상담은 2011년 전체 상담 중 60.4%를 차지했다. 2012년 1월, 취업포털 <사람인>이 직장인 2975명을 설문한 결과 45%는 '직장에 왕따가 있다'라고 답했고 58.3%는 '왕따 문제로 퇴사한 직원이 있다'고 답해 직장 왕따가 학교 폭력보다 더 심각한 것으로 나타났다.

## 영향
초등학교ㆍ중학교ㆍ고등학교 시기에 교내 또는 또래 집단 내에 발생한 집단 따돌림은 등교 거부 등의 심각한 부작용을 초래한다. 집단 따돌림 피해를 경험한 청소년은 학교 적응을 어려워하고 낮은 자아존중감, 우울, 불안 및 외로움 등의 정서적 문제를 가지는 것으로 알려져 있다. 이러한 문제는 학령기에 그치지 않고 성인기에까지 영향을 미쳐 우울, 불안, 사회적 위축과 같은 사회심리적 부적응으로 이어질 수 있으며 인간관계도 단절되며 연애와 결혼하는것도 어려워진다. 회사외에서 발생하는 경우도 90% 속한다. SNS나 여러 가지 이유 불문 정체도 모르는 사람이 간접적인 영향을 더 끼칠 경우도 있으며, 자살하게 만드는 경우도 대다수로 비롯됨을 알 수 있다. 가까운 사람들 중에도 있다.

## 대중 매체
- 〈학교 폭력〉. 《추적 60분》 (텔레비전). 제 201회. 1995년 11월 5일. KBS 시사교양본부 기획·제작.
- 〈학교폭력 그 후, 그들의 끝나지 않은 전쟁〉. 《그것이 알고싶다》 (텔레비전). 제 577회. 2006년 4월 29일. SBS 시사교양본부 기획·제작.

## 같이 보기
- 괴롭힘
- 빵셔틀
- 관심병사
- 기수 열외
- 무라하치부
- 히키코모리